# Hiroshi Nanami
Hiroshi Nanami (Shizuoka, 28. studenog 1972.) je japanski nogometaš.

## Klupska karijera
Igrao je za Júbilo Iwata, Venezia, Cerezo Osaka i Tokyo Verdy.

## Reprezentativna karijera
Za japansku reprezentaciju igrao je od 1995. do 2001. godine. Za japansku reprezentaciju odigrao je 67 utakmica postigavši 9 pogodaka.
S japanskom reprezentacijom Hiroshi Nanami je igrao na jednom svjetskom prvenstvu (1998.) dok je 2000. s Japanom osvojio AFC Azijski kup.

## Statistika
| Japan  | Japan | Japan |
| Godina | Nas.  | Gol.  |
| ------ | ----- | ----- |
| 1995.  | 2     | 2     |
| 1996.  | 13    | 1     |
| 1997.  | 21    | 3     |
| 1998.  | 11    | 0     |
| 1999.  | 6     | 0     |
| 2000.  | 12    | 3     |
| 2001.  | 2     | 0     |
| Ukupno | 67    | 9     |

## Vanjske poveznice
- National Football Teams
- Japan National Football Team Database